# 白毫寺 (丹波市)

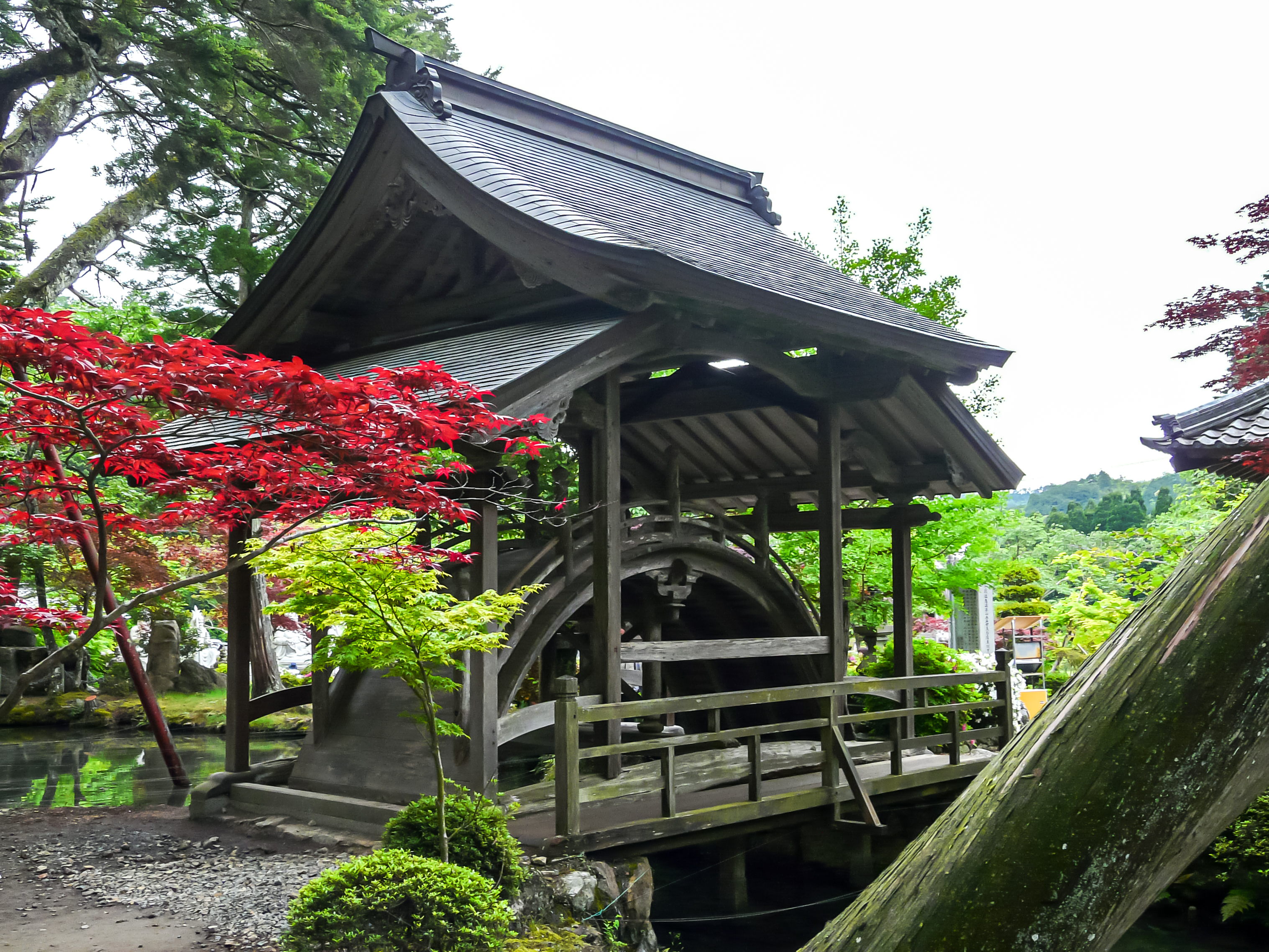
太鼓橋

白毫寺（びゃくごうじ）は、兵庫県丹波市市島町にある天台宗の寺院。山号は五大山。本尊は薬師瑠璃光如来。藤棚の長さが120 mある九尺藤で知られる。

## 歴史
寺伝によると、705年（慶雲2年）、法道の開基と伝わる。本尊の薬師瑠璃光如来は天竺より来たと伝わる。慈覚がこの地を訪れたときに、この地の山並みが唐の五台山に似ていることから山号を「五台山」と命名したとされる。赤松貞範などの領主の庇護を受け寺勢が興隆し、多くの塔頭を擁する丹波屈指の名刹となる。その後、兵火により焼失したが、天正年間（1573年-1592年）に中興された。江戸時代には江戸幕府から朱印状を与えられていた。
明治維新後、諸塔頭は荒廃し、諸堂宇を残すのみとなった。

## 境内
- 石門
- 山門
- 本堂
- 太鼓橋 - 心字池に掛かる。長さ5.2 m、幅2.05 m、高さ1.75 m。さや堂とよばれる覆銅板葺の覆屋で覆われ、作風などからさや堂とともに、江戸時代中期・元禄年間頃建立と推測されている。丹波市指定文化財。
- 心字池
- 薬師堂 - 本尊の薬師瑠璃光如来(秘仏)を安置する。
- 石仏
- 熊野権現社 - 鎮守社
- 寶篋印塔 - 赤松貞範の供養塔。「貞治4」の刻銘がある。県指定文化財。
- 七福神
- 十三仏
- 九尺藤

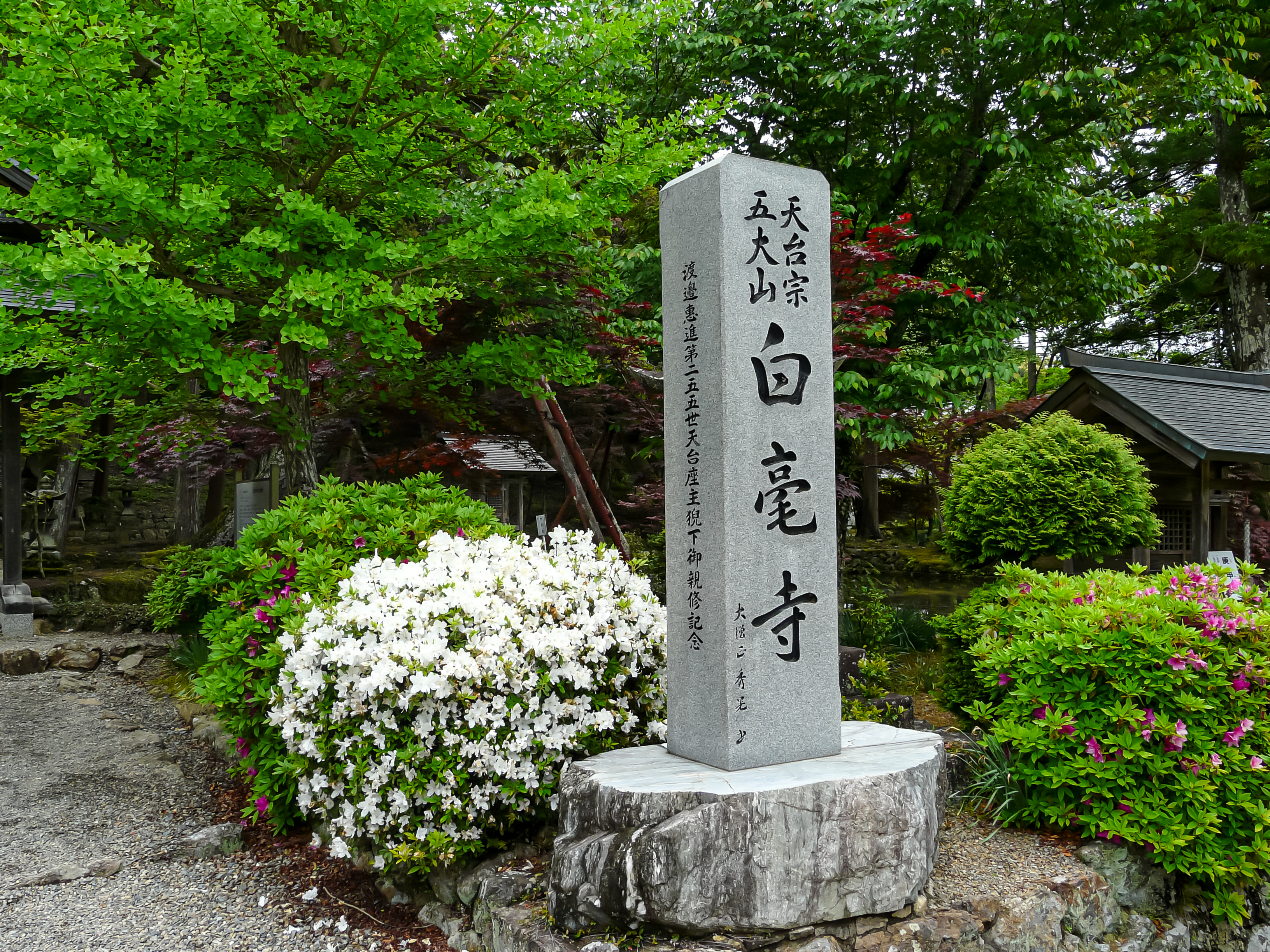
寺号標
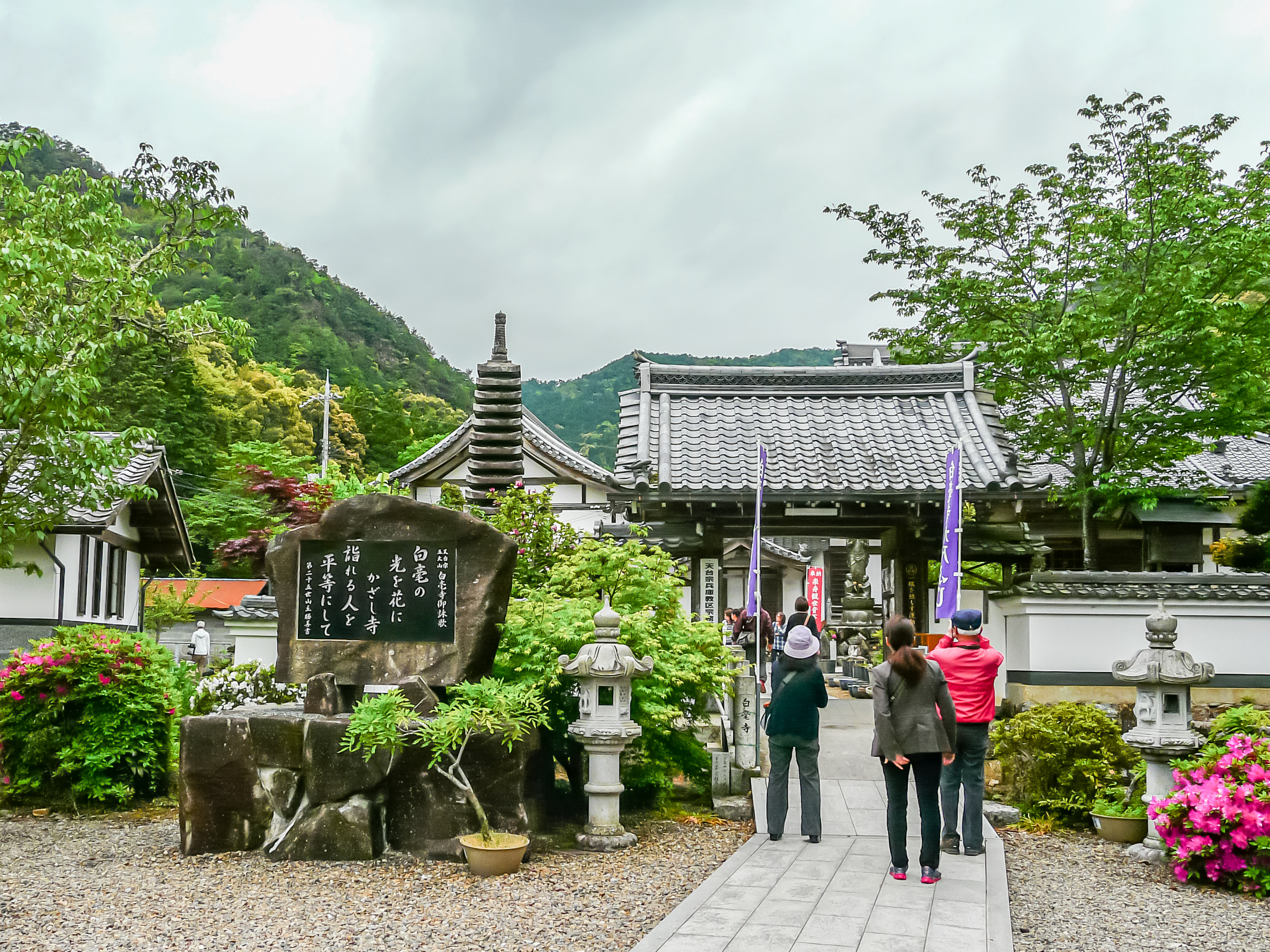
山門
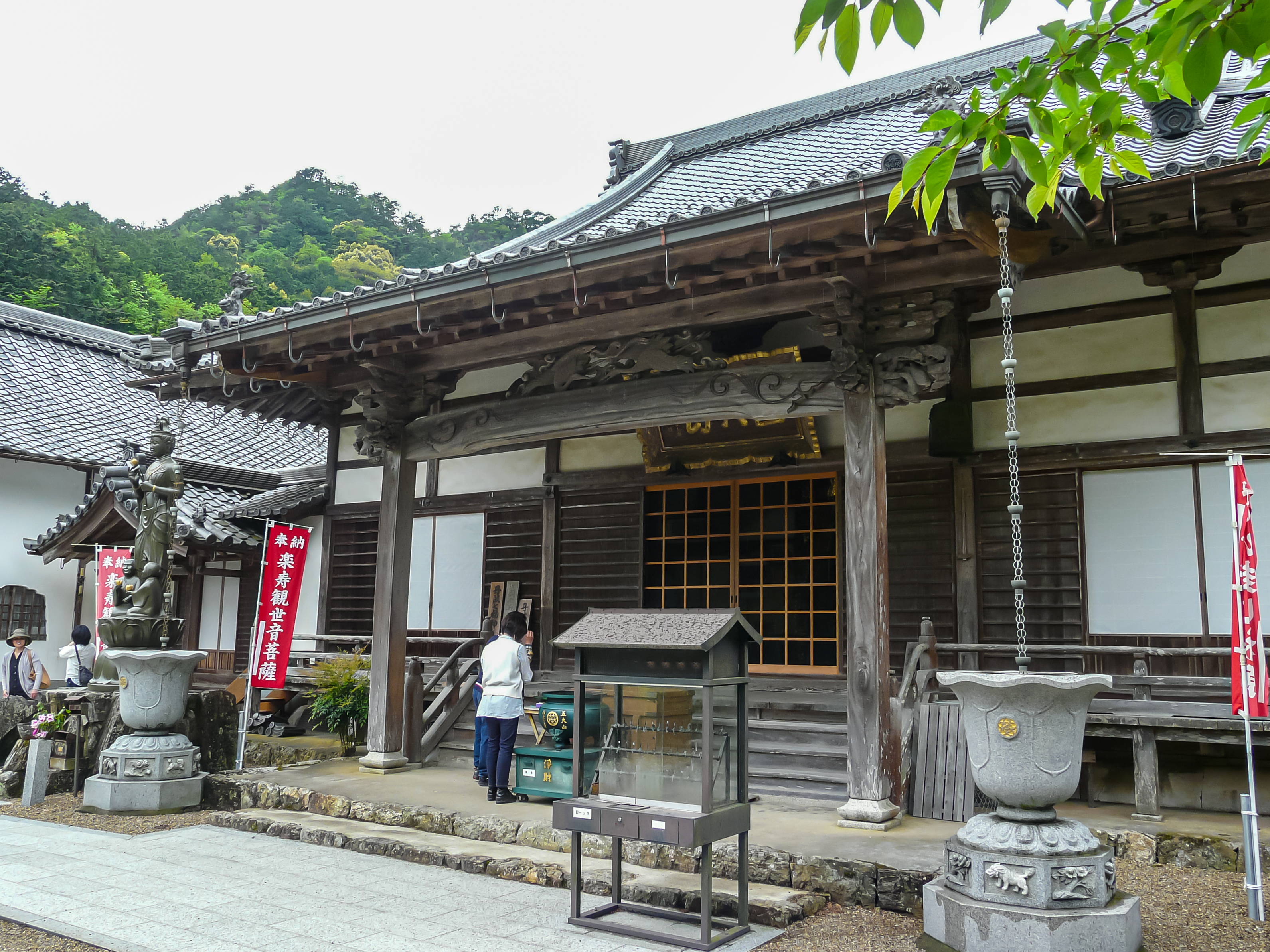
本堂
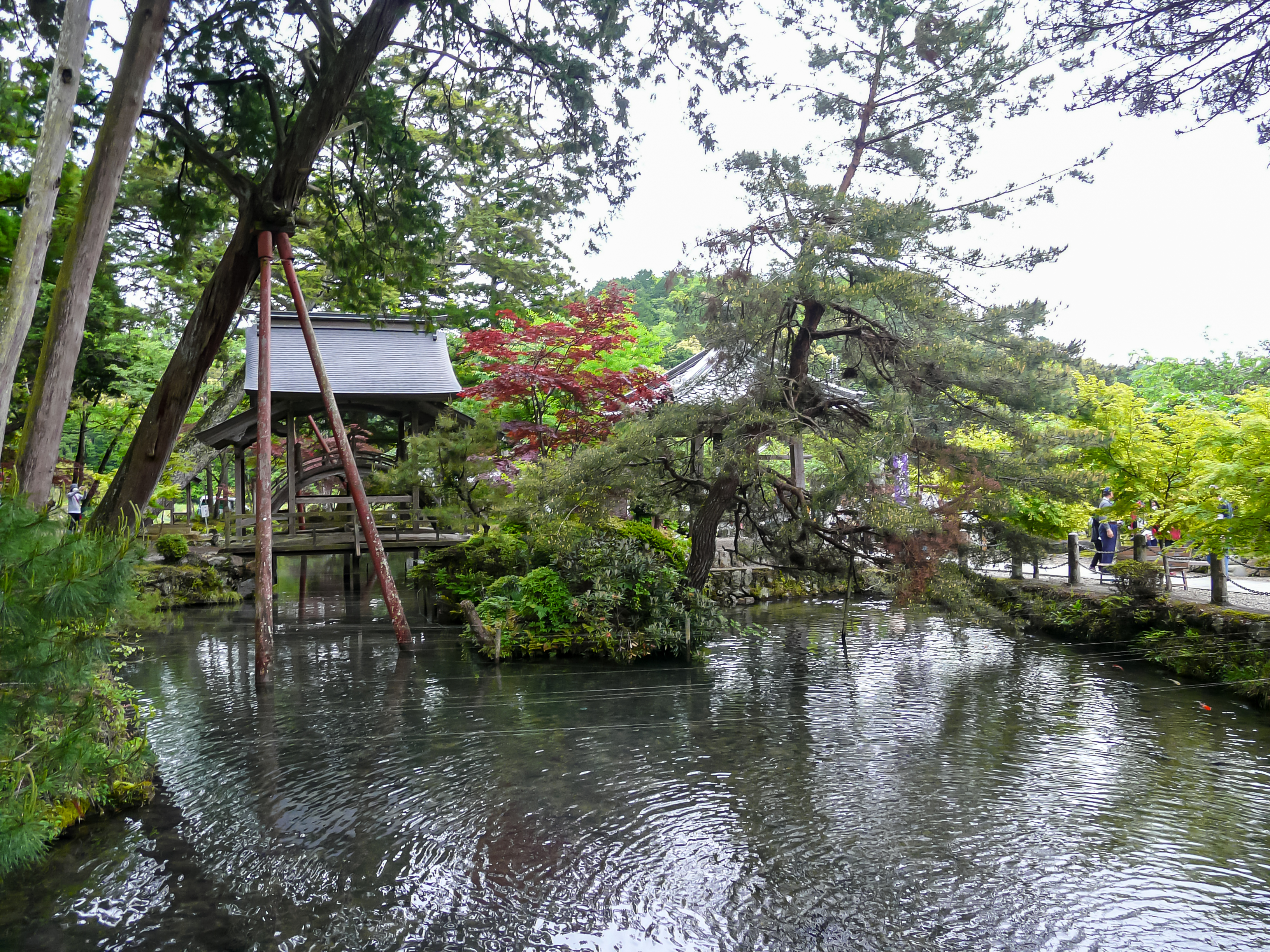
心字池。左奥に太鼓橋
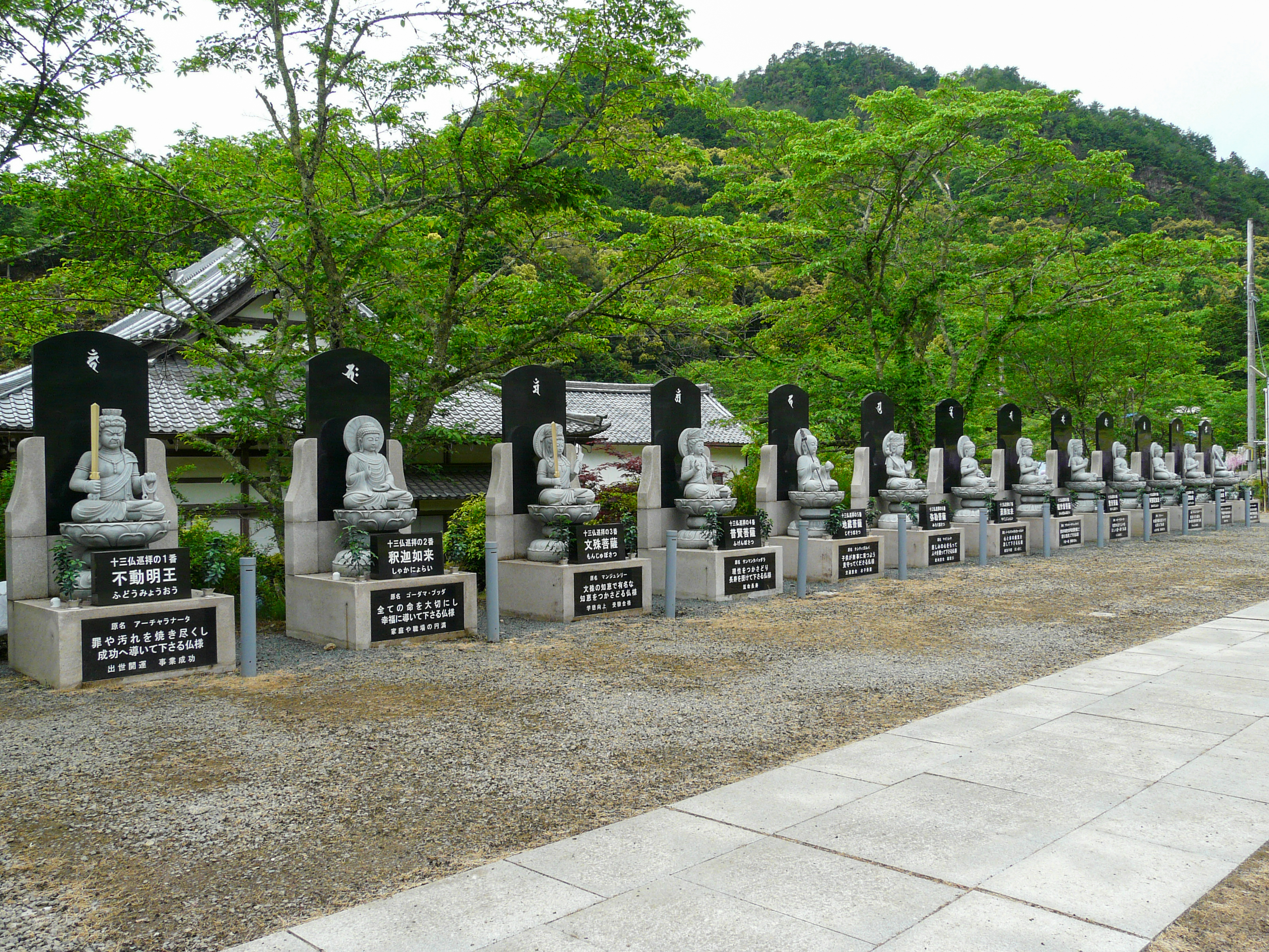
十三仏

## 九尺藤
- 1980年にサクラ・ツツジと共に植えられたことから始まり、「九尺藤」と呼ばれている。4月中旬から5月中旬が見頃であり、開花時期に「九尺ふじまつり」が催され、夜にはライトアップされる。兵庫県観光局が選定する「私の好きな兵庫の風景100選」に選ばれている[3][4]。

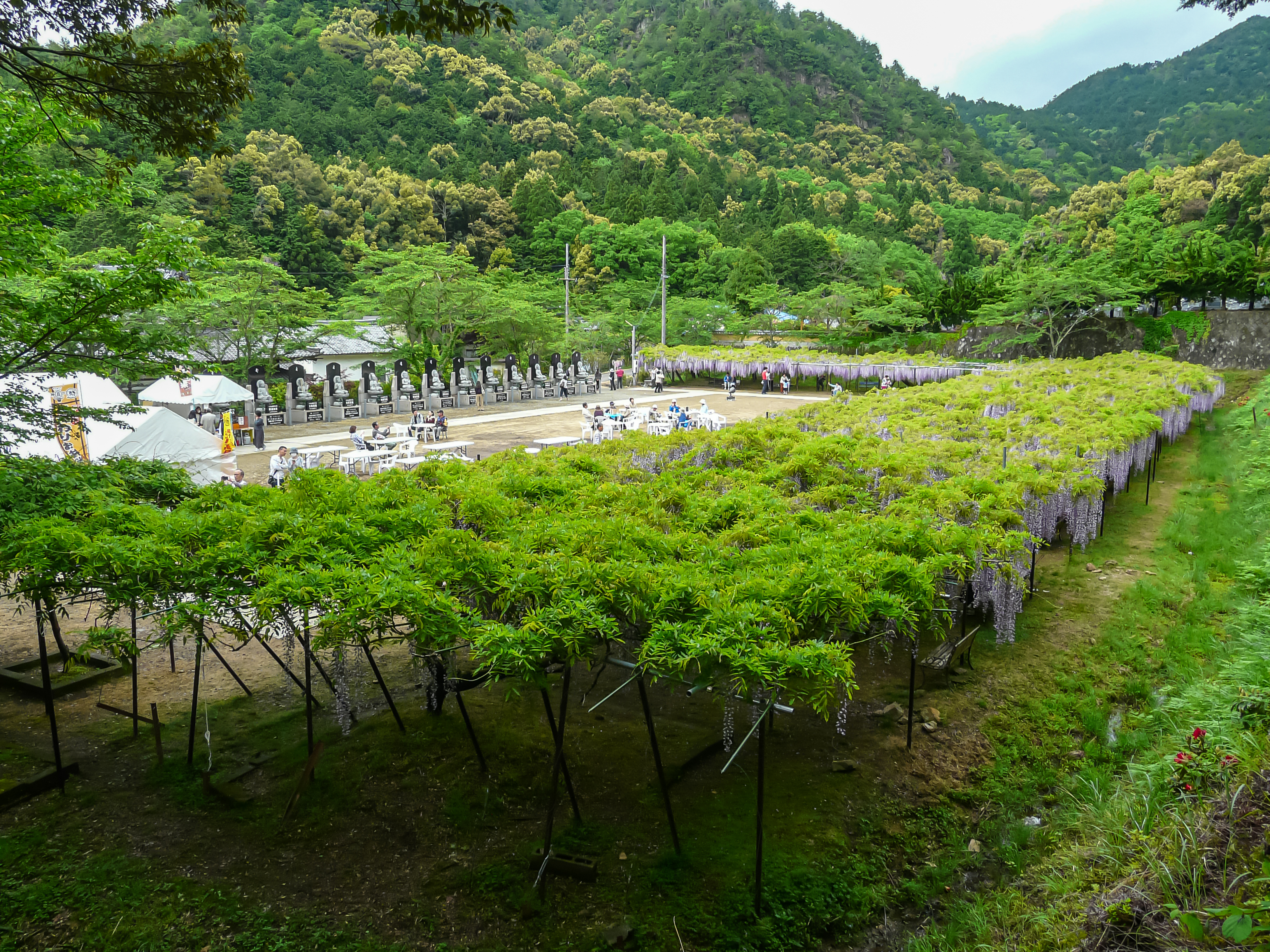
藤棚全景
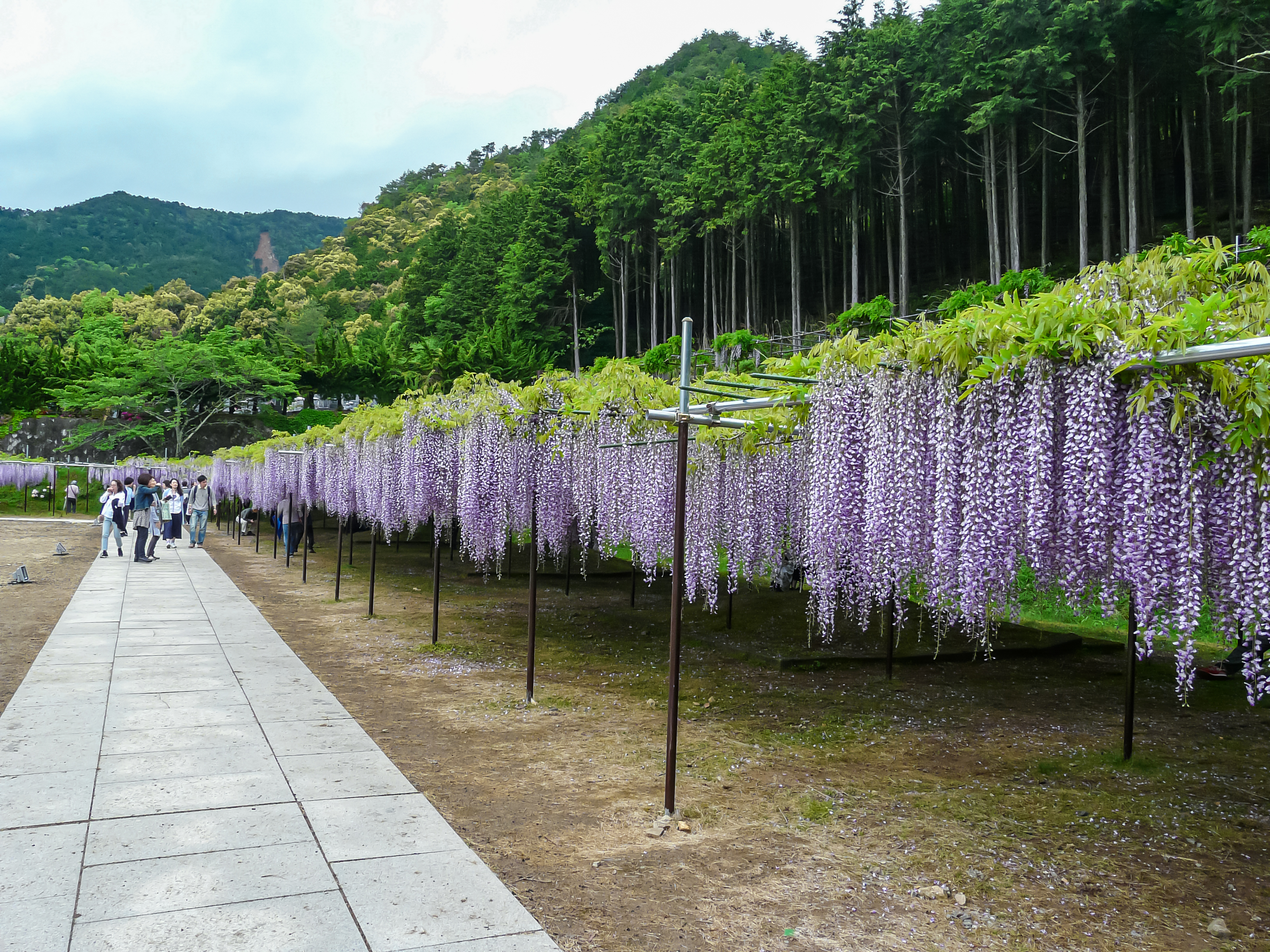
藤
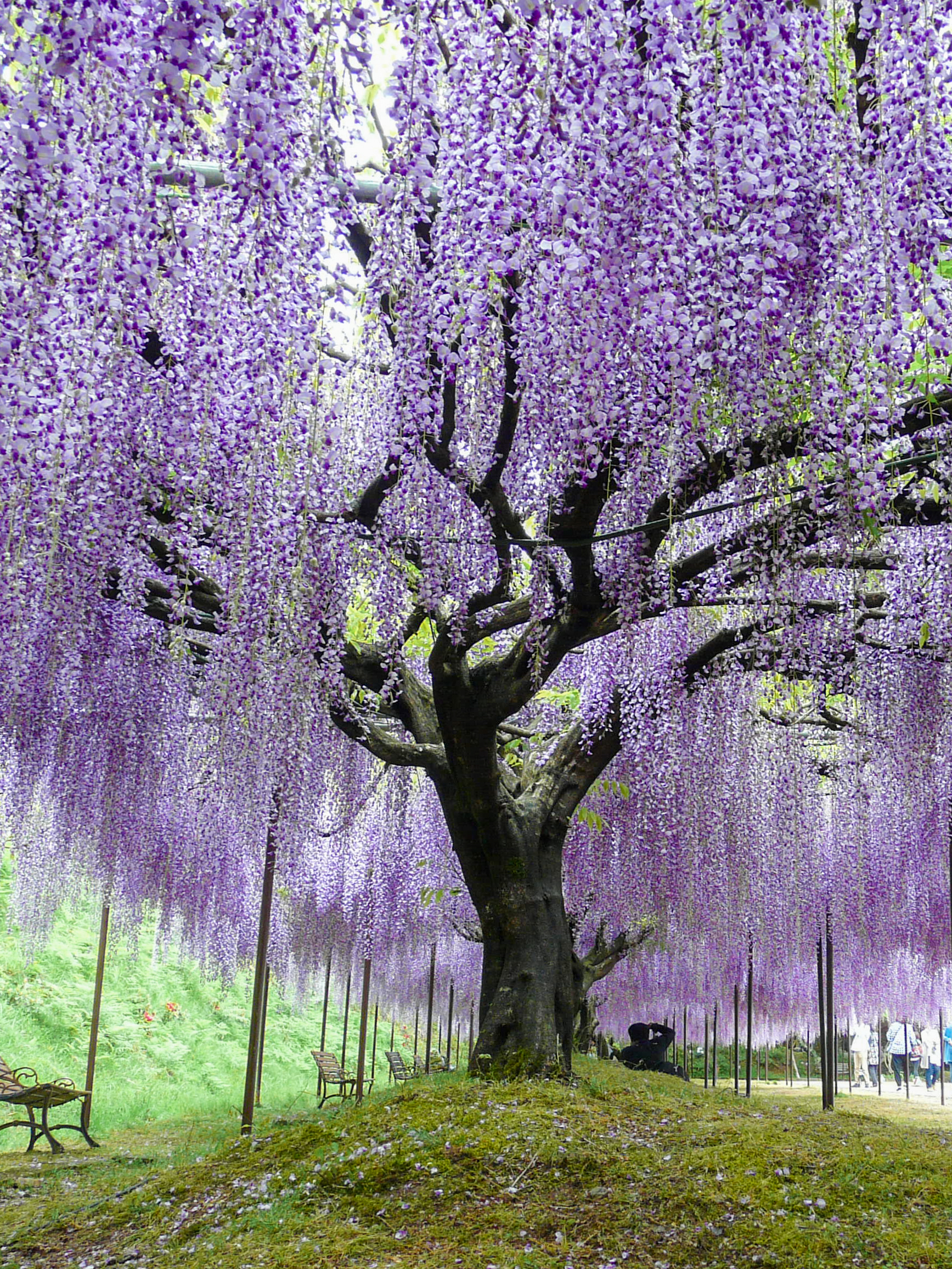
藤

## 文化財
兵庫県指定有形文化財
建造物
- 石造宝篋印塔 附 台石 - 1970年（昭和45年）3月30日指定。

美術工芸品
- 五種鈴 5口 - 1969年（昭和44年）3月25日指定。

丹波市指定文化財
建造物
- 太鼓橋 - 1979年（昭和54年）3月19日指定。

絵画
- 紙本著色両界曼荼羅図 - 1968年（昭和43年）3月27日。
- 絹本著色五大明王図 - 1968年（昭和43年）3月27日。

工芸品
- 鰐口 - 1968年（昭和43年）3月27日指定。

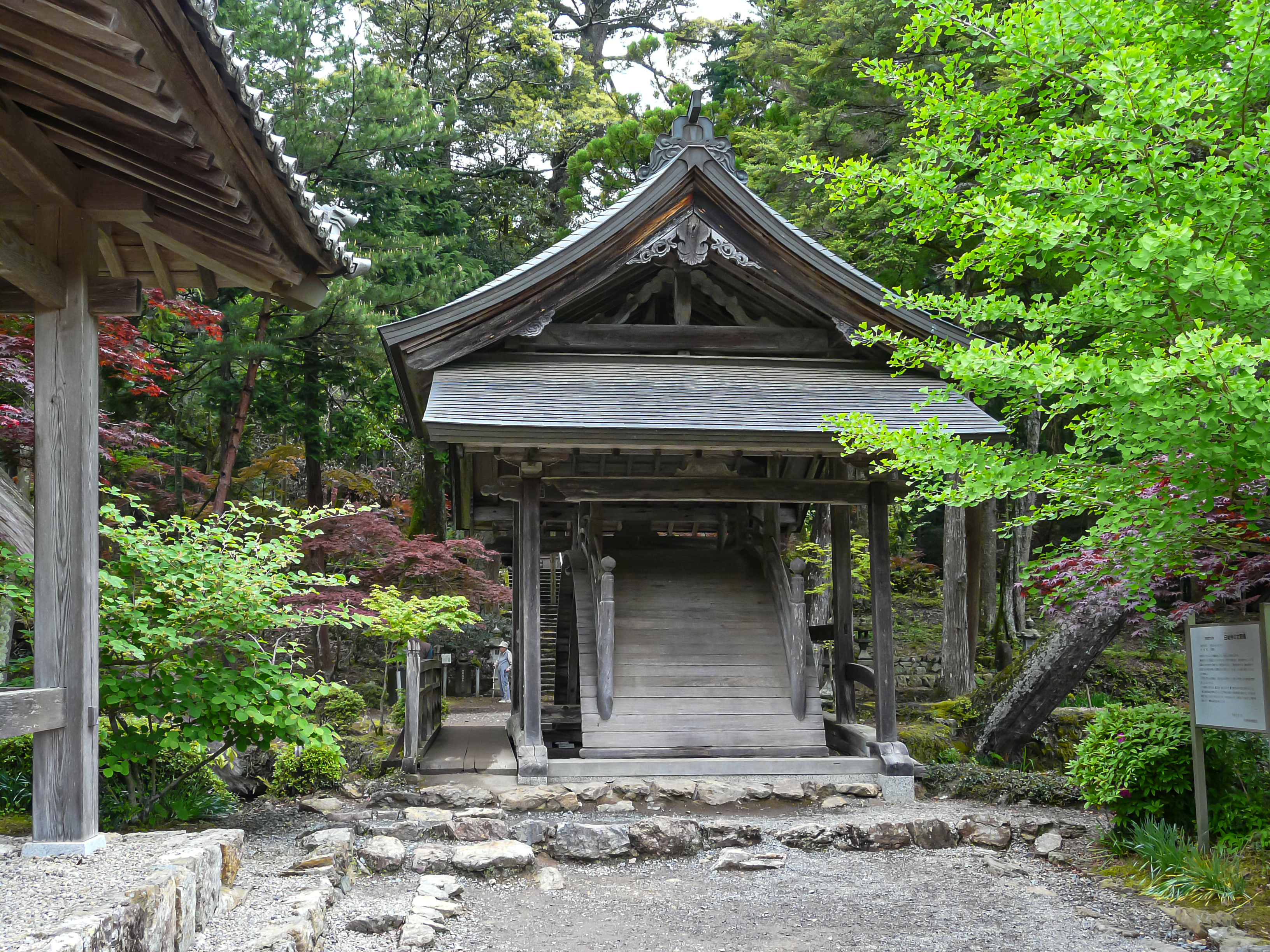
太鼓橋（正面から）
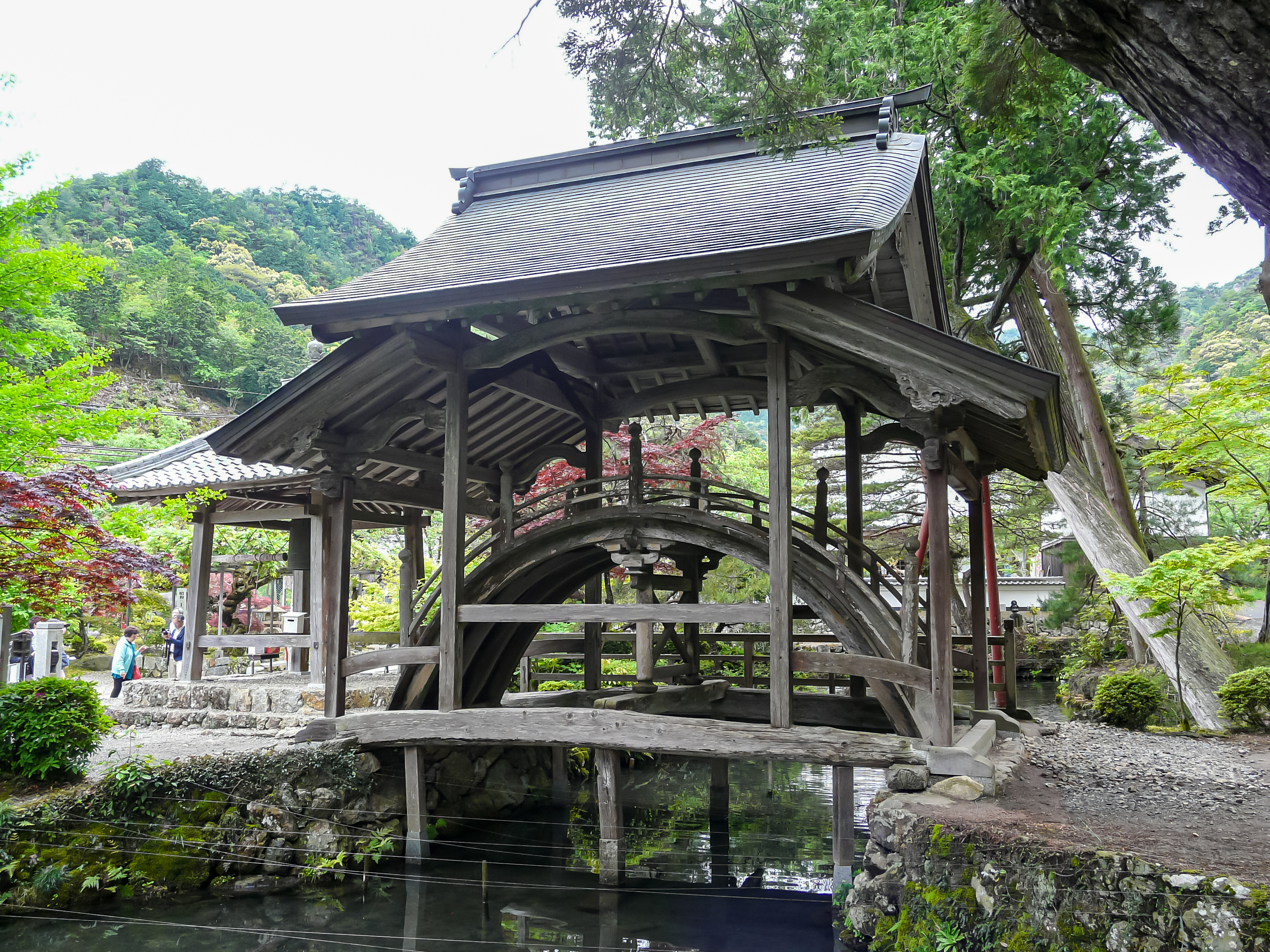
覆屋に覆われている太鼓橋

## 所在地
- 兵庫県丹波市市島町白毫寺709

## 交通アクセス
（下記の出典）
- 【鉄道】JR福知山線「市島駅」下車。タクシーで8分。
- 【自動車】
  - 舞鶴若狭自動車道、および北近畿豊岡自動車道「春日IC/JCT」より福知山方面へ車で10分。
  - 国道175号(水分れ街道) の「道の駅丹波おばあちゃんの里」より福知山方面へ車で10分。